# Nuoro (provincie)
Nuoro is een van de vijf provincies van de Italiaanse autonome regio Sardinië. De hoofdstad is de stad Nuoro.
De provincie Nuoro is met haar 210.972 inwoners op 5.638 km² het dunstbevolkte en meest ongerepte gebied van Italië. De streek heeft een sterk landelijk karakter. Van industrialisatie is nauwelijks sprake. Belangrijkste toeristische trekkers zijn het massief van Gennargentu en de Golf van Orosei. In 2016 is de provincie uitgebreid met 22 gemeenten van de voormalige provincie Ogliastra. De gemeente Seui is bij Zuid-Sardinië gevoegd.
Nuoro grenst behalve aan zee aan de provincies Zuid-Sardinië, Sassari en Oristano. De officiële afkorting is NU.

## Demografie
Een studie stelde in 2004 vast, dat in de provincie Nuomo een hoger percentage van de bevolking in relatieve gezondheid een hoge leeftijd bereikt dan in de rest van Sardinië, dat in zijn geheel al gunstig afsteekt bij de rest van de wereld. Nuomo wordt daarom een blue zone genoemd.